# Fridolin Nke
Fridolin Nke, né au Cameroun, est un écrivain, chroniqueur politique et docteur en philosophie camerounais.

## Biographie
Fridolin Nke est né le 8 janvier 1976 à Obala. Il est le 7ième enfant et échappe à l'avortement. Il est étudiant à L'université de Yaoundé puis soutient un doctorat en philosophie à Liège en Belgique,,.

### Carrière
Fridolin Nke est enseignant de philosophie à l'université de Yaoundé; université dans laquelle il se retrouve en conflit avec son recteur,,,. Fridolin Nke est par ailleurs chroniqueur sur plusieurs chaînes de télévision au Cameroun,,,,,. Il est aussi auteur de plusieurs ouvrages.

## Œuvres
- Esthétique critique de la réflexivité: Essai sur la dimension interculturelle de l'anthropologie existentielle de J.-P. Sartre (Omn.Univ.Europ.) Taschenbuch – 27. Juni 2012[14]
- Paul Biya: Chroniques de la Fin
- Les affres de la philanthropie. Essai sur l'imaginaire, la dignité et la bêtise dans le monde globalisé, 15 juin 2017, l'Harmattan, 217 pages[15],[2].